# Physcomitrium delicatulum
Physcomitrium delicatulum är en bladmossart som beskrevs av H. Crum och Lewis Edward Anderson 1955. Physcomitrium delicatulum ingår i släktet huvmossor, och familjen Funariaceae. Inga underarter finns listade i Catalogue of Life.